# Jelcz 004

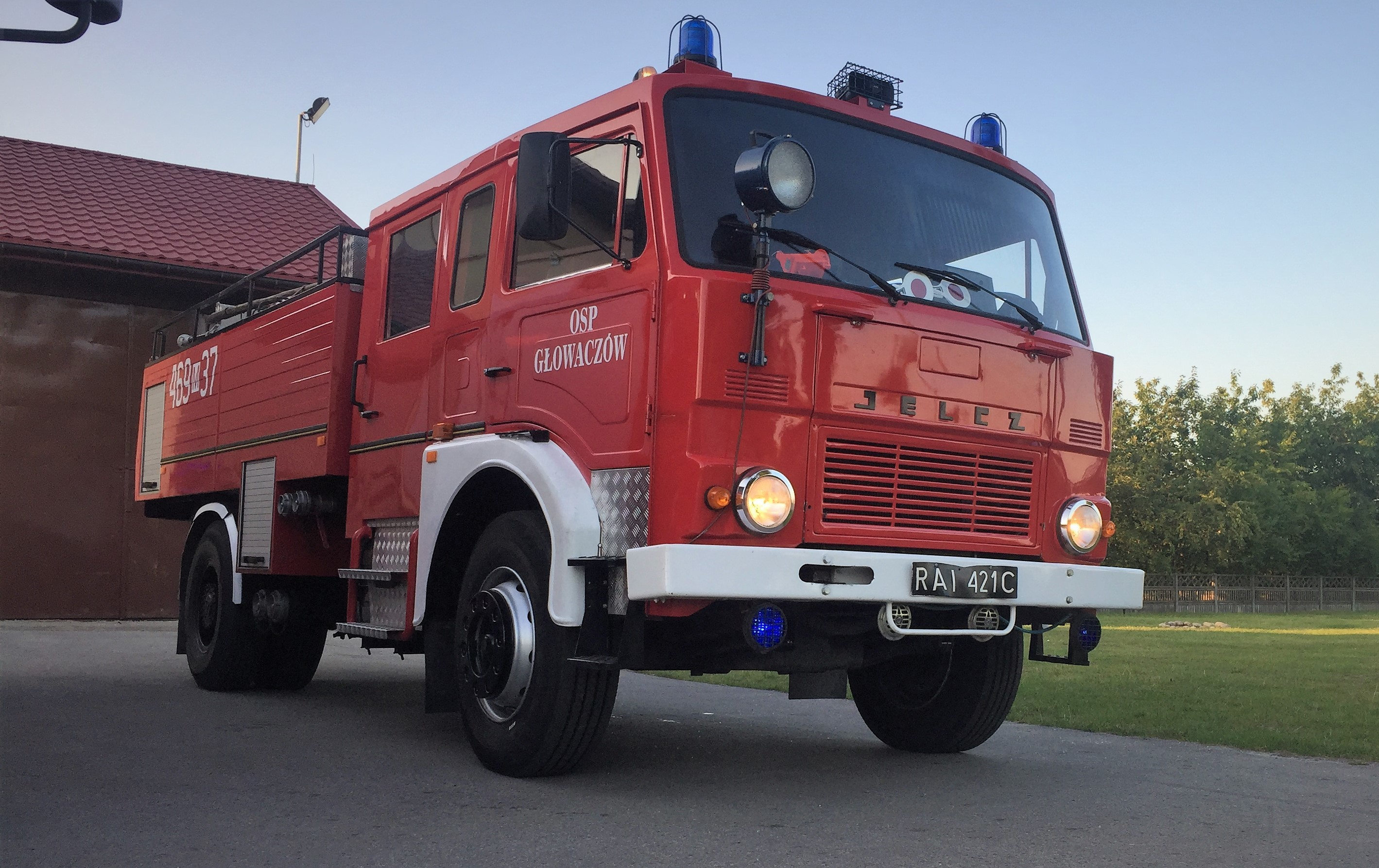
Jelcz 004M z powiększoną kabiną będący na wyposażeniu OSP w Głowaczowie (zdjęcie z 2017 r.)

Jelcz 004 – ciężki samochód pożarniczy, produkowany przez Jelczańskie Zakłady Samochodowe. Zabudowany na podwoziu Jelcz P315MS, które wyposażone zostało w silnik z turbosprężarką i sześciobiegową przekładniową skrzynię biegów. Kabina posiadała 4 miejsca dla załogi. Pojazd posiadał zbiornik na wodę o pojemności 6000 litrów oraz zbiornik na środek pianotwórczy o pojemności 600 litrów. W pojeździe zastosowana została autopompa A32 o wydajności 3200 l/min. Pojazd został przystosowany do prowadzenia akcji gaśniczej podczas ruchu. Pozwalał także na równoczesne użycie dwóch działek albo czterech linii tłoczących wodę lub pianę. Według polskich oznaczeń samochód określał symbol GCBA 6/32.

## Modyfikacje
Jelcz 004 okazał się sukcesem w PSP i doczekał się swoich następców w postaci pojazdów Jelcz 006/1 – GCBA 11/45 (zbudowano jeden prototyp w 1976) oraz Jelcz 010 – GCBA 5/32 (6 miejsc w kabinie, dwa prototypy w 1986, produkcja seryjna w latach 90.).
W 1979 roku został zmodyfikowany do wersji 004M.